# 卡罗勒
卡罗勒（法語：Carolles，法語發音：[kaʁɔl]）是法国芒什省的一个市镇，属于阿夫朗什区。该市镇总面积3.85平方公里，2009年时的人口为765人。

## 人口
卡罗勒人口变化图示